# Lonicera schmitziana
Lonicera schmitziana är en kaprifolväxtart som beskrevs av Roezl in Cat. Mexico Pflanz. Lonicera schmitziana ingår i släktet tryar, och familjen kaprifolväxter. Inga underarter finns listade i Catalogue of Life.